# Choerophryne alpestris
Espèce
Synonymes
- Albericus alpestris Kraus, 2010

Choerophryne alpestris est une espèce d'amphibiens de la famille des Microhylidae.

## Répartition
Cette espèce est endémique de la province des Hautes-Terres méridionales en Papouasie-Nouvelle-Guinée. Elle se rencontre entre 3 100 et 3 500 m d'altitude sur le versant Nord du mont Giluwe.

## Publication originale
- Kraus, 2010 : An unusual new species of Albericus (Anura: Microhylidae) from Mount Giluwe, Papua New Guinea. Proceedings of the Biological Society of Washington, vol. 123, no 1, p. 1-7.